# شون بينيت (دراج)
شون بينيت (بالإنجليزية: Sean Bennett)‏ هو دراج أمريكي، ولد في 31 مارس 1996 في إل سنترو في الولايات المتحدة.

## وصلات خارجية
- شون بينيت على موقع الاتحاد الدولي للدراجات (الإنجليزية)
- شون بينيت على موقع أرشيف الدراجات (الإنجليزية)
- شون بينيت على موقع إحصائيات الدراجات الإحترافية (الإنجليزية)
- شون بينيت على موقع نسبة الدراجات (الإنجليزية)